# Krusader
Krusader est un gestionnaire de fichiers avancé pour KDE avec doubles panneaux, comparable à Midnight Commander ou Total Commander, mais avec beaucoup plus de fonctionnalités.
Krusader est très facile à utiliser et contient beaucoup de fonctions avancées. Les archives sont traitées comme des répertoires. Les types d'archives supportées sont: ace, arj, bzip2, gzip, iso, lha, rar, rpm, tar and zip. Supporte les protocoles réseaux avec KIO :  par exemple smb:// et fish://
Krusader comporte aussi un client FTP, un moteur de recherche, un
éditeur/visualisateur de fichiers et permet la synchronisation de
répertoires, la comparaison du contenu de fichiers, le 
montage/démontage de disques, et bien plus encore ...
Les systèmes d'exploitation compatible pour ce logiciel sont ceux de type UNIX tel que GNU/Linux, Solaris, BSD et MacOS-X.
La licence de ce logiciel est la GNU GPL version 2, ce qui fait de lui un logiciel libre.